# Кубок Литви з футболу 2007—2008
Кубок Литви з футболу 2007–2008 — 19-й розіграш кубкового футбольного турніру в Литві. Титул вчетверте здобув Каунас.

## Календар
| Раунд           | Дата                         | Матчі | Клуби   |
| --------------- | ---------------------------- | ----- | ------- |
| Перший раунд    | 26 травня - 7 червня 2007    | 16    | 52 → 36 |
| Другий раунд    | 15 червня 2007               | 8     | 36 → 28 |
| Третій раунд    | 3-15 липня 2007              | 8     | 28 → 20 |
| Четвертий раунд | 15-19 серпня 2007            | 8     | 20 → 12 |
| П'ятий раунд    | 28 серпня - 3 жовтня 2007    | 4     | 12 → 8  |
| 1/4 фіналу      | 3 жовтня - 13 листопада 2007 | 4     | 8 → 4   |
| 1/2 фіналу      | 16/30 квітня 2008            | 4     | 4 → 2   |
| Фінал           | 17 травня 2008               | 1     | 2 → 1   |

## П'ятий раунд
| Команда 1             | Рахунок | Команда 2           |
| --------------------- | ------- | ------------------- |
| 28 серпня 2007        |         |                     |
| Шяуляй                | 5:1     | Інтерас (Висагінас) |
| Атлантас              | 5:2     | Невежис (2)         |
| Вільнюс               | 3:0     | Кауно Єгеряй (2)    |
| 3 жовтня 2007         |         |                     |
| Родікліс (Каунас) (2) | 1:2     | Судува              |

## 1/4 фіналу
| Команда 1         | Рахунок      | Команда 2 |
| ----------------- | ------------ | --------- |
| 3 жовтня 2007     |              |           |
| Ветра             | 3:2          | Вільнюс   |
| Каунас            | 4:2          | Жальгіріс |
| 24 жовтня 2007    |              |           |
| Екранас           | 1:1 пен. 4:3 | Судува    |
| 24 листопада 2007 |              |           |
| Шяуляй            | 3:2 дч       | Атлантас  |

## 1/2 фіналу
| Команда 1         | Заг. | Команда 2 | 1-й матч | 2-й матч |
| ----------------- | ---- | --------- | -------- | -------- |
| 16/30 квітня 2008 |      |           |          |          |
| Шяуляй            | 0:4  | Ветра     | 0:1      | 0:3      |
| Каунас            | 6:1  | Екранас   | 1:0      | 5:1      |

## Фінал
| 17 травня 2008 20:00 (EEST) |

| Каунас                 | 2:1      | Ветра      |
| ---------------------- | -------- | ---------- |
| Раджюс 49' Ледесма 89' | Протокол | Шярнас 25' |

| Стадіон «Жальгіріс», Вільнюс Глядачів: 2 000 Арбітр: Аудріус Канцлеріс |